# Cealaltă femeie (film din 2014)
The Other Woman este un film de comedie romantică american din 2014 regizat de Nick Cassavetes. În rolurile principale joacă actorii Cameron Diaz, Leslie Mann și Kate Upton.

## Actori
- Cameron Diaz ca Carly Whitten
- Leslie Mann ca Kate King
- Kate Upton ca Amber
- Nikolaj Coster-Waldau ca Mark King
- Taylor Kinney ca Phil Hampton
- Nicki Minaj ca Lydia
- Don Johnson ca Frank Whitten
- David Thornton ca Nick